# Okolica podsutkowa
Okolica podsutkowa (łac. regio inframammaria) – w anatomii człowieka jedna z parzystych, symetrycznych okolic klatki piersiowej.
Okolica podsutkowa ma nieregularny, czworoboczny kształt. Graniczy przyśrodkowo z nieparzystą okolicą mostkową; przyśrodkowo ku dołowi, punktowo, z nieparzystą okolicą nadpępcza; dołem z tożstronną okolicą podżebrową; bocznie z tożstronną okolicą boczną klatki piersiowej, a od góry – z tożstronną okolicą sutkową.